# 阿爾比恩 (天文學)
阿爾比恩是聖奧爾本斯修道院院長理查德·沃林福德 (1292–1336)在1326年建造的一個天文儀器的名稱。
這個設施在修道院院長筆下敘述的原稿和繪圖中，它包含幾個轉動的圓盤，顯示太陽、月球和星星的路徑。這些圓盤沒有發條的機制，要以手動去操作。